# 블리스츠 힐 빅토리안 타운

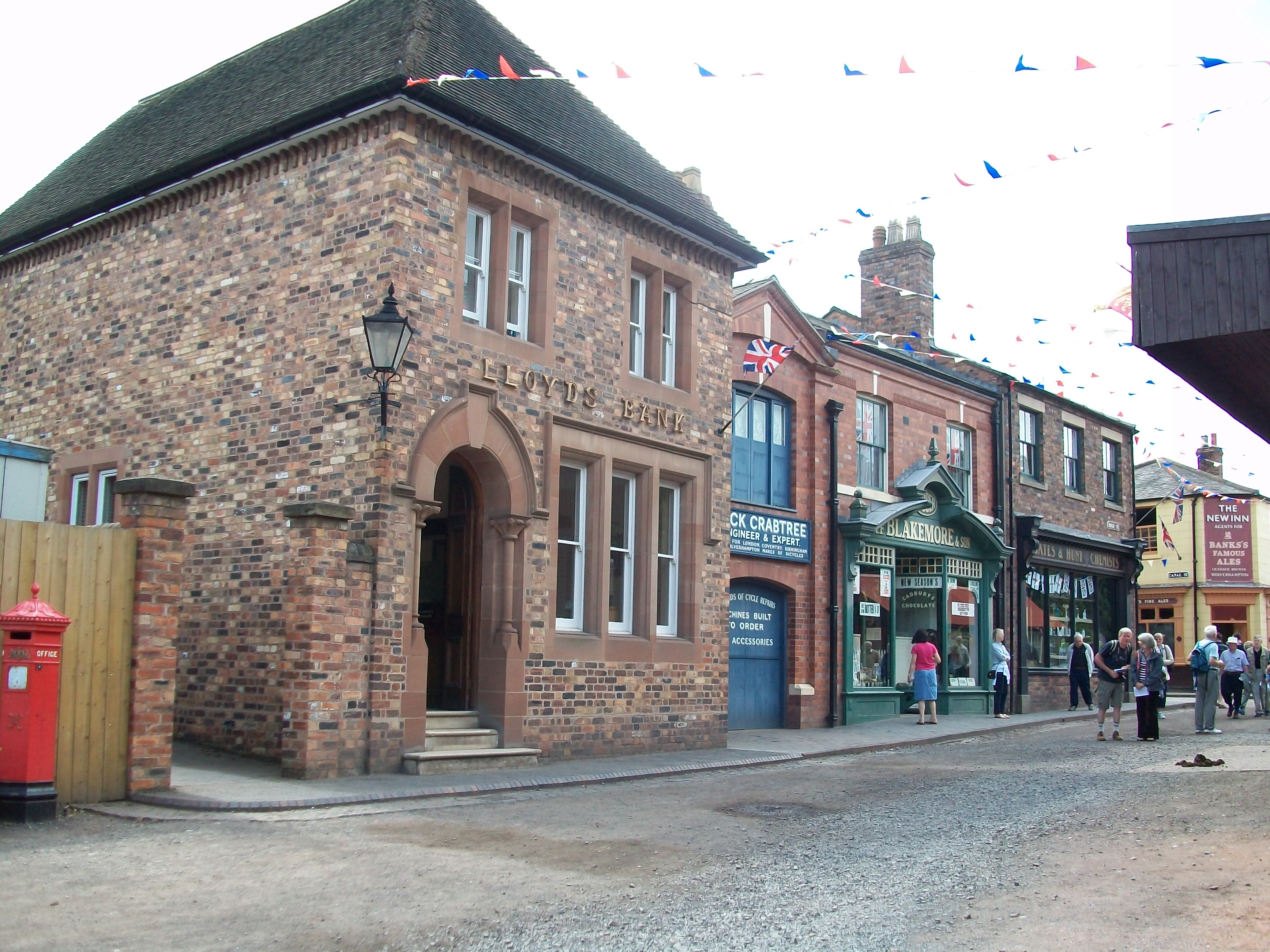
블리스츠 힐 빅토리안 타운

블리스츠 힐 빅토리안 타운(Blists Hill Victorian Town)은 아이언브리지 협곡 박물관 트러스트가 관할하는 박물관 중 하나로, 빅토리아 시대의 모습을 재현하였다.